# San Andrés (Luena)
San Andrés de Luena es una localidad del municipio de Luena (Cantabria, España). En el año 2024 contaba con una población de 34 habitantes (INE). La localidad se encuentra a 553 metros de altitud sobre el nivel del mar, y a 1,5 kilómetros de la capital municipal, San Miguel de Luena.

## Arquitectura religiosa

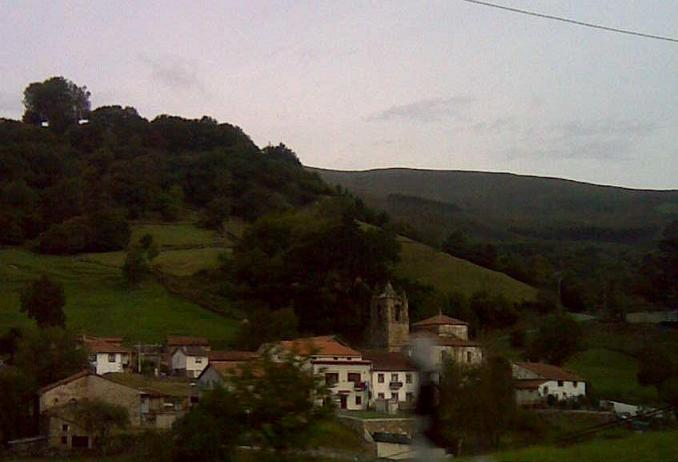
San Andrés de Luena

La actual iglesia de la localidad se construyó entre 1756 y 1758, sustituyendo a una iglesia anterior que ya en 1706 presentaba un aspecto lamentable según el arzobispo Navarrete. La nueva iglesia fue obra de Francisco Antonio Pérez del Hoyo, junto a Joaquín Manuel de Horna y Martín de Hermosa. Contrariamente al estilo Barroco de la época, esta iglesia consta de tres naves; sin embargo, los ricos retablos de las capillas sí que dan un aspecto barroco al templo, lo mismo que la combinación de cubiertas góticas y clásicas, y la puerta de acceso, enmarcada por molduras en forma de orejera. Sobre dicha puerta de entrada hay una hornacina con aletones jónicos. Todos estos elementos enmarcan al templo dentro de una tendencia barroca.

## Personajes ilustres
- Nazario Díaz López, farmacéutico, procurador en las Cortes Españolas, Presidente de Honor de todos los Colegios Oficiales de Farmacéuticos de España, miembro de la Real Academia Nacional de Farmacia.